# José Rodríguez Tabasco
José "Pepe" Rodríguez Tabasco (Santa Fe, Granada, 1955 - Granada, 22 de diciembre de 2013) fue un político español del Partido Socialista Obrero Español, presidente de la Diputación de Granada desde 1999 hasta 2003.

## Trayectoria
Tabasco fue concejal en el Ayuntamiento de Santa Fe desde las primeras elecciones democráticas celebradas en 1979 hasta 2003, y desde 2007 a 2011, en un total de veintiocho años.
En 1991 sustituyó a Antonio Callejas Arenas como alcalde del municipio santaferino, cargo que ostentaría hasta las elecciones de 2003, cuando fue reemplazado por su compañero de partido Sergio Bueno Illescas.
Años más tarde, abandonando el PSOE, encabezó una candidatura independiente denominada Juntos Por Santa Fe (JPSF) con la que consiguió 2 de los 17 ediles, quedando en tercera posición por detrás de los socialistas y populares, y por delante de Izquierda Unida.
En 1987 fue elegido diputado por Santa Fe en la Diputación de Granada encargándose del área de Cultura de la institución hasta 1991. En 1999 se convirtió en presidente provincial, sustituyendo a José Antonio India Gotor, y compaginando su cargo con el de primer edil de Santa Fe hasta 2003, cuando abandonó la política temporalmente.
La trayectoria de Rodríguez Tabasco siempre estuvo vinculada al aspecto cultural, especialmente en el ámbito de la recuperación de la riqueza histórico-artística de su municipio, trabajando para impulsar el legado histórico de Santa Fe.
A nivel profesional también se desempeñó como profesor de secundaria y Bachiller, ocupando los últimos años de vida la plaza de profesor de Historia en el IES Hispanidad de su pueblo natal.
Murió en el antiguo Hospital Clínico San Cecilio de Granada en la madrugada del 22 de diciembre de 2013 tras una larga enfermedad.

## Homenajes
Poco antes de su fallecimiento, el pleno del ayuntamiento de Santa Fe acordó nombrarle concejal honorario del municipio.
Rodríguez Tabasco recibió la máxima distinción de la Diputación granadina: la Medalla de Oro al Mérito por la Provincia. También la Casa de la Cultura de Santa Fe fue nombrada en su honor.